# 毛蕊卷耳
毛蕊卷耳（学名：Cerastium pauciflorum var. oxalidiflorum）为石竹科卷耳属下的一个变种。

## 扩展阅读
- 維基物種上的相關：毛蕊卷耳